# Anne Jøtun
Anne Jøtun (* 20. Mai 1955) ist eine norwegische Curlerin.
Ihr internationales Debüt hatte Jøtun bei der Weltmeisterschaft 1981 in Perth, wo sie die Bronzemedaille gewann.
Jøtun spielte als Lead der norwegischen Mannschaft bei den XVI. Olympischen Winterspielen 1992 in Albertville im Curling. Die Mannschaft von Dordi Nordby gewann die olympische Silbermedaille nach einer 3:9-Niederlage im Finale gegen Deutschland um Skip Andrea Schöpp. Da Curling damals noch eine Demonstrationssportart war, besitzt die Medaille keinen offiziellen Status.

## Erfolge
- Weltmeisterin 1990, 1991
- Europameisterin 1990
- 2. Platz Olympische Winterspiele 1992 (Demonstrationswettbewerb)
- 3. Platz Weltmeisterschaft 1981